# Endiandra elongata
Endiandra elongata là loài thực vật có hoa trong họ Nguyệt quế. Loài này được Arifiani mô tả khoa học đầu tiên năm 2001.